# Eugenia sumbensis
Eugenia sumbensis är en myrtenväxtart som beskrevs av S. Greves. Eugenia sumbensis ingår i släktet Eugenia och familjen myrtenväxter. Inga underarter finns listade i Catalogue of Life.